# Большая общественная проблема
«Большая общественная проблема» (англ. It Hits the Fan) — эпизод 502 (№ 66) сериала «Южный Парк», премьера которого состоялась 20 июня 2001 года. Этот эпизод, хотя и является вторым в пятом сезоне, хронологически вышел раньше других серий сезона (первый по порядку эпизод, «Скотт Тенорман должен умереть», был показан на несколько недель позже); именно начиная с него сериал производится с помощью программы Maya.
Эпизод наиболее известен благодаря тому, что стал высказыванием создателей сериала по проблеме цензуры на телевидении — в нём слово «shit» (рус. говно) прозвучало незапиканным 162 раза, то есть в среднем раз в 8 секунд, и на экране присутствовал счётчик, отслеживающий каждое произнесение слова.

## Сюжет
Кайл прибегает к Кенни и Стэну на остановку с радостной новостью: он купил билеты на мюзикл «Король-лев». Те, однако, не очень этому рады. На остановку подходит Картман и сообщает, что, согласно анонсу, вечером в сериале Cop Drama впервые в истории телевидения скажут слово «shit» (рус."говно"). Стэн и Кенни удивлены и обрадованы, и они решают вместо мюзикла пойти к Эрику домой смотреть телевизор. Кайл пытается позвать на мюзикл ещё кого-нибудь, но понимает, что смотреть сериал со словом «говно» собираются все жители города.
Вечером весь Саут-Парк собирается у экранов телевизоров. В самом конце эпизода Cop Drama герой произносит фразу: «Да, кстати, у тебя там какое-то говно прилипло». Все телезрители восхищены; раздражённый Кайл пытается объяснить, что это ничего не поменяло, открывает дверь, и видит, что снаружи идёт дождь из лягушек.
На следующий день всё меняется. В связи с произнесением слова «говно» в телесериале это слово официально разрешено везде; его сверх меры употребляют по телевидению, преподают правильное употребление слова «говно» в школе, продают атрибутику со словом «говно». Взрослые и дети на улицах говорят «говно» практически через слово. Кроме того, мистер Гаррисон объясняет детсадовцам, что, поскольку он открытый гей, ему также можно употреблять слово «fag» (рус. педераст, пендос), и поэтому он может обзывать людей «говёнными пендосами». Параллельно с этим начинается странная эпидемия: люди вокруг без всякой причины внезапно начинают выблёвывать свои внутренности. Действие ненадолго переносится куда-то на вершину горы, и там от долгого сна пробуждаются какие-то средневековые рыцари.
Кайл чувствует связь между повальным увлечением употребления слова «говно» и странной болезнью; к тому же ребятам начинает надоедать то, что все говорят «говно» и тем самым делают запретное слово «неприкольным». Дети спрашивают об этом у Шефа, и тот решает, что болезнь на самом деле — бубонная чума. Они отправляются в библиотеку и выясняют, что первая в истории Европы эпидемия чумы связана именно с тем, что люди начали использовать «грязные слова». Тем временем на компании HBC продолжается показ передач со словом «говно» — с каждой новой программой его употребляют всё больше раз подряд.
Шеф вместе с детьми приходят в офис компании, чтобы попытаться остановить телевизионщиков употреблять грязные слова, навлекающие чуму; однако те не желают их слушать. Вслед за ними в офис врывается один из рыцарей и убивает одного из сотрудников компании; рыцаря застреливает охрана, он вываливается из окна и передаёт детям магический камень. Шеф решает, что его надо принести «в страну легенд и чародеев», и они отправляются в казино в древнеанглийском стиле «Экскалибур» в Лас-Вегасе. Сотрудник казино удивляется и говорит, что он простой официант и что «не все англичане знакомы с волшебниками», однако, увидев камень, немедленно ведёт Шефа и детей в подземелье к чародею. Чародей объясняет, что существует 8 грязных слов, которые нельзя употреблять слишком часто; за этим следят древние «Рыцари стандартов и инструкций», и от каждого слова можно спастись с помощью специального камня.
Тем временем телевизионщики решают устроить «Ночь говна на HBC» — во время этой программы все звёзды канала должны беспрерывно говорить слово «говно». Передачу собираются смотреть мужчины Саут-Парка; когда им начинает казаться, что слово «говно» слишком приелось, мистер Гаррисон опять хвастается тем, что только ему можно говорить «fag». Во время «Ночи Говна» на студию врываются рыцари и требуют прекратить показ программы; руководитель HBC начинает громко повторять слово «говно», и из подземелья вырывается огромный дракон.
На студию вбегают мальчики и Шеф. Кайл направляет против дракона магический камень, и тот, выругавшись тоненьким голосом, похожим на голос Картмана, падает обратно в подземелье. (Картман комментирует: «Какой глупый голос у этого чудовища».) Кайл говорит всем телезрителям, что, хотя свобода слова — это хорошо и нет ничего плохого в нескольких запретных словах, говорить постоянно плохие слова нельзя. Стэн подытоживает, что всё закончилось хорошо; после этого тяжело больной Кенни, проговорив: «Что за го…», выблёвывает свои внутренности и умирает, и Картман говорит: «Я люблю вас, пацаны».

## Смерть Кенни
Кенни умирает в конце эпизода, выблевав свои внутренности из-за чумы. (За весь эпизод он говорит только 2 раза и только единожды произносит «shit»).

## Производство
Во время работы над сочинением первого эпизода для сезона Стоуну и Паркеру пришла идея несколько раз использовать в серии слово «shit», причём оно должно было быть незапикано (для чего существовало определённое обоснование), и появление слова должно быть отмечено в эпизоде особо, так как он является начальным в сезоне. Представители показывающего сериал канала Comedy Central были против; тогда, в качестве ответной реакции, возникла идея произнести слово без цензуры огромное количество раз в течение серии Они ожидали, что это вызовет ещё большее сопротивление со стороны Comedy Central, однако те неожиданно восприняли идею в таком её ключе с энтузиазмом, тем более что серия по сути направлена против бездумного использования обсценной лексики. Идея с находящимся на экране счётчиком появилась во время работы над эпизодом в последний момент. Мэтт Стоун сказал в интервью, что они решили использовать «shit» «просто потому, что посчитали это смешным»; в другом интервью он уточнил, что «сама по себе идея произнесения „shit“ является глупой, но на её основе в серии строится история, и она находит отклик у людей». В конечном итоге изготовление эпизода завершалось в самый последний момент и в большой неразберихе.
Центральным вопросом эпизода является рассмотрение использования слов-табу на телевидении и ответной реакции на это со стороны зрителей; эпизод стал комментарием к вопросу о рамках цензуры вообще и её влиянии на людей. Особенно очевидно просматривается пародия на шоу канала ABC «NYPD Blue», известное своими противоречивыми и нередко впервые воплощёнными на телевидении идеями. Этот сериал является полицейской драмой, и в нём однажды прозвучала популярная фраза «shit happens» (рус. дерьмо случается); в «Большой общественной проблеме» «shit» произносится впервые в вымышленном сериале Cop Drama. Создатели шоу прокомментировали это так: «Если драма или серьёзное шоу нарушает какие-то границы, все считают это смелым и изящным, но если то же самое пытаются сделать в комедийном шоу, то это просто глупо, или дерьмово, или на редкость дерьмовие».
В дополнение к многократному «shit», в эпизоде 29 раз (3 из них запиканы) звучит слово «fag» (русский аналог — «педик» или «пидор», «пендос» в переводе MTV); мистер Гаррисон произносит его безбоязненно по причине своей открытой гомосексуальности. До этого в сериале однажды уже прозвучало незапиканное «shit» — в эпизоде второго сезона «Пиписька Айка», где мистер Мэки говорит «bullshit» (однако, при некоторых перепоказах это слово уже было запикано). Позже «shit» прозвучало без цензуры ещё в трёх эпизодах сериала — «Рождество в Канаде», «Le Petit Tourette» и «Воображеньелэнд, эпизод III».

## Реакция
Благодаря многократному произнесению слова «shit» эпизод попал на 93 место в списке «100 самых неожиданных моментов на телевидении» (эта программа вышла 5 декабря 2005 года). Комедийный сценарист Брюс Вайланч сравнил этот эпизод с юмором Ленни Брюса.
Родительский совет по вопросам телевидения (англ. Parents Television Council) в ноябре 2004 года раскритиковал эпизод, приведя его как пример использования насилия, непристойности и сексуального контента на кабельном телевидении. Это единственный эпизод в сериале, который в специальной отредактированной «syndicated»-версии имеет рейтинг не TV-14, а TV-MA из-за чрезмерного использования слова «shit».

## Пародии
- Мистер Гаррисон поёт песню «shitty shitty fag fag» на мотив популярной песни из мюзикла «Chitty Chitty Bang Bang».
- Шеф говорит, что «чёрная смерть» — это певица Ла Тойя Джексон, популярная представительница жанра госпел.
- Лозунг «Must Shit TV», под которым проводится финальная «Ночь говна на ТВ», — пародия на известный слоган «Must See TV» (рус. Должен смотреть ТВ).
- Рыцари стандартов и инструкций (англ. Standards & Practices) являются намёком на цензурные учреждения на американском телевидении, типичным названием для которых и служит «Standards & Practices».
- Дождь из лягушек напоминает фильм Магнолия.

## Факты
- В этом эпизоде появляется пришелец: его можно заметить стоящим позади за правым плечом волшебника во время его первого появления.
- Картман считает одним из грязных слов слово «mee krob» и объясняет, что это еда из тайских ресторанов (Ми кроб[англ.]). Это действительно так[11][12]; в интернете можно найти рецепт этого блюда[13]. В эпизоде, однако, оно ошибочно написано как «MeeCrob».
- Когда становится ясно, что Кенни заболел чумой, его лицо зеленеет, что является проявлением болезни. Однако во время сцены, в которой рыцарь подглядывает за изучающими слово «shit» Шефом и ребятами, Кенни выглядит нормально. В сцене на самолёте его лицо тоже выглядит нормально, однако глаза приобретают болезненный оттенок.
- Следующий раз смерть Кенни в первом эпизоде нового сезона сериала случится через 8 сезонов — в серии «Кольцо».
- В казино «Экскалибур» за одним из столиков можно заметить Большого Эла-гомосека, а на заднем плане чем-то торгует мистер Дёрб.
- Когда руководитель канала HBC в конце эпизода многократно повторяет «shit», одно из произнесений упущено счётчиком, так что на самом деле он должен был остановиться на числе «163».
- Баттерс рисует на стене граффити, хотя и является законопослушным по сравнению с главными героями.
- Оригинальное название эпизода, «It hits the fan», имеет двоякое значение. Переводится как Оно ударит по фанатам (сам сюжет) и выражение Shit hits the fan (Слово эпизода).
- В озвучке от MTV Баттерс в этом эпизоде почему-то говорит голосом Картмана.